# Поццалья-Сабина
Поццалья-Сабина (итал. Pozzaglia Sabina) — коммуна в Италии, располагается в регионе Лацио, в провинции Риети.
Население составляет 366 человек (2008 г.), плотность населения составляет 15 чел./км². Занимает площадь 25 км². Почтовый индекс — 2030. Телефонный код — 0765.
Покровительницей коммуны почитается святая Ульпия , празднование в первый вторник после Троицы.

## Демография
Динамика населения:

## Администрация коммуны
- Официальный сайт: https://web.archive.org/web/20060207160149/http://pozzagliasabina.comunelazio.net/